# رفرفة بطينية
رفرفة بطينية (بالإنجليزية: Ventricular flutter)‏ هو اضطراب نظم قلبي، هو تسرع القلب الذي يُصيب البطينين بمعدل أكثر من 250-350 نبضة بالدقيقة. ويتميز بظهور موجات جيبانية بواسطة تخطيط كهربائية القلب بدون تغييرات مُميزة لحزمة QRS وموجة T. وقد أعتبرت كمرحلة انتقالية ما بين اضطرابات نظم دقات القلب البطيني والرجفان، ويعتبر اضطراب نظم قلبي غير مُستقر خطير ومن المُمكن أن يؤدي إلى الموت المفاجئ.
وتُصيب الأطفال والشباب والبالغين أيضًا.
ويُمكن أن تنتج عن طريق التحفيز الكهربائي.